# Manoel Felciano
Manoel Felciano (San Francisco, 12 novembre 1974) è un attore statunitense, attivo in campo teatrale, televisivo e cinematografico.

## Biografia
Dopo le lauree all'Università Yale e alla New York University, Manoel Felciano ha fatto il suo debutto a Broadway nel 1998 in un revival di Cabaret con Alan Cumming, a cui seguì Jesus Christ Superstar nel 2000, in cui era il primo sostituto per il ruolo del protagonista di Giuda. Dopo aver recitato in alcune produzioni dell'Off Broadway, nel 2005 è tornato a Broadway nel revival di Sweeney Todd: The Demon Barbar of Fleet Street diretto da John Doyle e per la sua performance è stato candidato al Tony Award al miglior attore non protagonista in un musical. Nel 2007 ha recitato con Kelli O'Hara nel musical Premio Pulitzer Sunday in the Park with George, mentre nel 2013 ha cantato in una produzione concertistica di Ragtime all'Avery Fisher Hall. Attivo anche nel teatro di prosa, ha recitato nell'Off Broadway in Molto rumore per nulla e Il buio oltre la siepe, oltre che in At Home at the Zoo a San Francisco. Nel 2022 è tornato a Broadway nel musical Dear Evan Hansen.

## Filmografia parziale

### Televisione
- Life on Mars - serie TV, 1 episodio (2008)
- The Unusuals - I soliti sospetti - serie TV, 1 episodio (2009)
- Trauma - serie TV, 1 episodio (2010)
- NCIS - Unità anticrimine (NCIS) - serie TV, episodio 11x20 (2014)
- Elementary - serie TV, 1 episodio (2016)
- Evil – serie TV, episodio 1x03 (2019)